# 491 a.C.

## Eventos
- Marco Minúcio Augurino, pela segunda vez, e Aulo Semprônio Atratino, pela segunda vez, cônsules romanos.
- 25 de abril: eclipse da Lua, observado na Babilônia. A data deste eclipse é o 31o ano do reinado de Dario, ano 257 do calendário de Nabonassar e dia 3 do mês Tybi.[1] De acordo com a NASA, este eclipse ocorreu no dia 26 de abril.[2]
- Guerras Médicas:
  - Dario remove Mardônio do comando naval, por seu fraco desempenho.[1]
  - Dario promove Dátis e Artafernes, seu sobrinho, como comandantes das forças persas.[1]
  - Os persas navegam para a Jônia. As forças persas eram de 300 a 600 navios e 200.000 a 500.000 soldados, com 10.000 cavaleiros (os números variam conforme os autores citados por Ussher: Heródoto, Platão, Lísias ou Emílio Probo).[1]
- Diarquia de Esparta:
  - Demarato é deposto e se exila com os persas.[3][Nota 1]
  - Inicio do reinado de Leotíquides II, reinou de 491 a.C. a 469 a.C..[4]
  - Início do reinado de Leônidas I, reinou de c.491 a.C. a 480 a.C..[5]

## Mortes
- Cleômenes I,[5] rei de Esparta desde c.519 a.C.[6]